# زلزال هائل الدفع
زلزال هائل الدفع (بالإنجليزية: Megathrust earthquake) هي زلازل تحدث عند حدود الصفائح المتقاربة، حيث تندفع إحدى الصفائح التكتونية تحت الأخرى نتيجة لحركة انزلاقية على طول فالق الدفع الذي يشكّل نقطة التماس بين الصفيحتين. تعدّ هذه الزلازل بين الصفائح ‏ الأقوى على الكوكب، حيث يمكن أن تتجاوز مقادير عزمها 9.0 درجات. منذ العام 1900، كانت جميع الزلازل التي بلغت قوتها 9.0 درجات أو أكثر من الزلازل هائلة الدفع.
غالبًا ما تتواجد فوالق الدفع المسبّبة لهذه الزلازل في قاع الخنادق المحيطية. في حالات كهذه، تستطيع الزلازل إزاحة قاع البحر فجأةً عبر مساحة كبيرة. ونتيجة لذلك، غالبًا ما يتولّد عنها أمواج تسونامي تكون أشد تدميرًا بكثير من الزلازل نفسها. كما يمكن لأمواج تسونامي بعيد المدى ‏ أن تعبر أحواض المحيطات، لتُحدث دمارًا في مناطق بعيدة عن مصدر الزلزال الأصلي.